# Мохамед Бен-Рехаєм
Мохамед Бен-Рехаєм (араб. حمادي العقربي, фр. Mohamed Ben Rehaiem, 20 березня 1951, Сфакс — 21 серпня 2020, Сфакс) — туніський футболіст, що грав на позиції півзахисника.
Виступав, зокрема, за «Сфаксьєн», а також національну збірну Тунісу.

## Клубна кар'єра
У дорослому футболі дебютував 1970 року виступами за команду «Сфаксьєн», в якій провів дев'ять сезонів. Згодом з 1979 по 1981 рік по сезону грав за кордоном у складі саудівського «Аль-Насра» (Ер-Ріяд) та еміратського «Аль-Айна».
1981 року повернувся до клубу «Сфаксьєн», за який відіграв 5 сезонів. Завершив кар'єру футболіста виступами за команду «Сфаксьєн» у 1986 році. Загалом за два періоди у клубі Бен-Рехаєм тричі вигравав зі «Сфаксьєном» чемпіонат Тунісу і ще одного разу здобув Кубок країни.

## Виступи за збірну
1972 року дебютував в офіційних матчах у складі національної збірної Тунісу.
У складі збірної був учасником Середземноморських ігор 1975 року в Алжирі та чемпіонату світу 1978 року в Аргентині.
Помер 21 серпня 2020 року на 70-му році життя у місті Сфакс.

## Титули і досягнення
- Чемпіон Тунісу (3):

«Клуб Африкен»: 1970/71, 1977/78, 1982/83
- Володар Кубка Тунісу (1):

«Клуб Африкен»: 1970/71